# Enrique Jara Saguier
Enrique Augusto Jara Saguier (né le 12 juillet 1934 à Asuncion au Paraguay) est un footballeur international et entraîneur paraguayen.
Enrique est l'un des sept frères Jara Saguier qui pratiquèrent le football professionnel au Paraguay (les autres sont Alberto, Ángel, Carlos, Críspulo, Darío et Toribio).

## Carrière
Enrique Jara Saguier passe la plupart de sa carrière au Cerro Porteño, avec qui il fait ses débuts en 1950. Au niveau d'équipe nationale, Enrique participe avec l'équipe du Paraguay aux qualifications pour la coupe du monde 1958, où le Paraguay échoue.

## Palmarès

### Joueur
| Saison | Club          | Titre                        |
| ------ | ------------- | ---------------------------- |
| 1950   | Cerro Porteño | Primera División de Paraguay |
| 1954   | Cerro Porteño | Primera División de Paraguay |
| 1961   | Cerro Porteño | Primera División de Paraguay |
| 1963   | Cerro Porteño | Primera División de Paraguay |